# آمبولیزاسیون
آمبولیزاسیون (به انگلیسی: Embolization) یا آمبولوتراپی یا رَگ‌بَندی یک روش غیر جراحی کم‌آسیب برای درمان برخی بیماری‌ها است.
در این روش رادیولوژیست‌های مداخله‌ای (و گاه عصب‌پرتوشناسان مداخله‌ای) با استفاده از وارد کردن اجسام رگ‌بند (آمبولی) به دستگاه خونرسانی بدن، برخی رگ‌ها را مسدود می‌کنند.
هدف از این رگ‌بندی، می‌تواند بند آوردن یا پیش‌گیری از خونریزی، از کار انداختن ساختار تومور یا ارگان به وسیله مسدود کردن خونرسانی آن، یا کم کردن جریان خون به یک کژریختی (مالفورماسیون) سرخ‌رگی - سیاه‌رگی باشد.

## مزایا
- حداقل تهاجمی.
- بدون زخم.
- حداقل خطر ابتلا به عفونت.
- بدون استفاده یا استفاده نادر از بیهوشی عمومی.
- زمان بازیابی سریعتر.
- درصد موفقیت بالا در مقایسه با سایر روش‌ها.
- حفظ یکپارچگی آناتومیک.

## معایب
- درصد موفقیت وابسته به فرد است.
- خطر آمبولی را به بافت سالم تحمیل می‌کند، به طور بالقوه باعث زخم معده یا دوازدهه می شود. روش ها، تکنیک ها و دستگاه هایی وجود دارد که بروز این نوع عوارض جانبی را کاهش میدهد.
- برای همه به طور فراگیر قابل استفاده نیست.
- احتمال عود بیشتری دارد.